# Skallingen (Denemarken)
Skallingen is een Deens schiereiland aan de Noordzeekust ten zuiden/zuidoosten van Blåvandshuk. Even ten zuiden van Skallingen ligt het eiland Fanø, en oostelijk de Ho Bugt. Het behoort tot het Nationaal Park Vadehavet dat is opgericht in 2010.
De schoorwal ontstond in de 17e eeuw na de Burchardivloed van 1634. In 1910 was het schiereiland ongeveer 9 km lang, momenteel is het 7 km lang en 3 km breed. De Ho Bugt en de Blåvandshuk vormen de noordelijke afsluiting van de Waddenzee. Dit deel van het waddengebied wordt gezien als een van de meest natuurlijke en minst door mensen beïnvloede onderdelen van het gebied. Een groot deel hiervan is sinds 1982 beschermd natuurgebied.
Het 2000 hectare grote, onbewoonde gebied wordt beheerd door de overheidsdienst Naturstyrelsen.
Op de kwelders grazen in de zomermaanden koeien en schapen. Vanaf het dichtbijgelegen Ho kunnen van 5 juli tot 15 september bij eb wadlooptochten worden gehouden naar het vogelrijke eiland Langli.
Op Skallingen lagen Duitse mijnenvelden uit de Tweede Wereldoorlog, waarvan soms nog sporen gevonden worden.